# Los Van Van
Los Van Van oder Juan Formell y los Van Van ist eine kubanische Band, die 1969 von dem Bassisten Juan Formell gegründet wurde und hauptsächlich Salsa und Timba spielt.
José Luís Quintana „Changuito“ war langjähriger Perkussionist der Gruppe und gemeinsam mit Juan Formell Erfinder des für die Band typischen Songo-Rhythmus. Der ehemalige Pianist César „Pupy“ Pedroso verließ die Band 2001 und spielt heute in einer eigenen Band Pupy y Los que Son, Son.
Los Van Van war die erste kubanische Band, die Synthesizer einsetzte.

## Diskografie
- 1980 Juan Formell y Los Van Van
- 1982 El Baile del Buey Cansado
- 1983 Qué Pista
- 1984 Anda, Vén y Muévete
- 1985 La Habana Sí
- 1986 Eso Que Anda
- 1987 Al Son del Caribe
- 1988 El Negro No Tiene Nada
- 1989 Crónicas
- 1990 Aquí El Que Baila Gana (Doppelalbum)
- 1992 Disco Azúcar
- 1994 Lo Último en Vivo
- 1995 Ay Dios, Ampárame
- 1997 Esto Te Pone la Cabeza Mala
- 1999 Llegó Van Van (gewann einen Grammy Award)
- 2002 En el Malecón de La Habana
- 2005 Chapeando
- 2009 Havana Si! (The very best of 1969–2009)
- 2009 Arrasando
- 2011 La Maquinaria
- 2014 La Fantasía
- 2016 De Cuba
- 2018 El Legado

- Siehe auch: Liste der Salsa-Interpreten